# Брадис, Елизавета Модестовна
Елизавета Модестовна Брадис (13 августа 1900 года, Псков — 5 мая 1975 года, Киев) — советский учёный-геоботаник. Доктор биологических наук (1952). Кавалер ордена «Знак Почета». Сестра математика, составителя «Четырехзначных математических таблиц» В. М. Брадиса.

## Биография
Елизавета Модестовна Брадис родилась в Пскове 13 августа 1900 года в многодетной семье учителей городской начальной школы Модеста Васильевича Брадиса и его супруги и Елизаветы Васильевны Брадис. Её старший брат Владимир Модестович — автор знаменитых «Четырехзначных математических таблиц» (таблиц Брадиса, которые изучают в средней школе).
В 1909 году Модеста и Владимира Брадисов сослали в Сибирь за революционную деятельность. На содержание ссыльных казна выделяла немного денег (более 5 руб в месяц), кроме этого у них была возможность подрабатывать. Владимир Брадис занимался репетиторством и преуспел в этом, кроме того сумел подготовиться к сдаче экзаменов за гимназический курс. Модест Васильевич и Владимир Модестович попросили отправить некоторых из детей к ним, в Сибирь, чтобы немного облегчить жизнь матери- Елизаветы Васильевны. Елизавета Модестовна с сестрой Ксенией несколько лет прожили в Туринске вместе с отцом и старшим братом.
Елизавета Брадис окончила после революции Московский государственный университет по специальности «геоботаника», занималась изучением болот и геоботаническим районированием.
В 1934 году она защитила диссертацию на тему «Растительный покров как показатель почвенных условий», получила учёную степень кандидата биологических наук, до 1941 года работала в Институте биологии Академии наук Украинской ССР.
В начале Великой Отечественной войны Елизавета Модестовна вместе с группой сотрудников Института биологии Академии наук Украинской ССР была эвакуирована в Уфу. В 1941—1947 годы Елизавета Брадис исследовала флору различных районов Башкортостана, изучала болота, составила их классификацию по эколого- фитоценотическим признакам. Итоги работы геоботаника Е. М. Брадис имели большое практическое значение, так как многие промышленные предприятия республики в то время работали на торфе, это был дешёвый и доступный вид топлива.
Пребывание в Уфе Елизаветы Брадис и её коллег из Киева, их научная деятельность положительно сказались на развитии ботаники, биологической науки в Башкирской АССР, Ботанического сада.
В Уфе Елизавета Модестовна работала в Ботаническом саду (ныне Южно-Уральский ботанический сад-институт УНЦ РАН) в помещении, где хранился республиканский гербарий. Учёной удалось осуществить систематизацию флоры республики, выявить новые виды растений, существенно увеличить гербарный фонд. Елизавета Брадис приняла активное участие в составлении монументального труда — «Определителя высших растений Башкирской АССР».
Он был подготовлен к 1959 году и окончательно вышел в свет в 1966 году под редакцией профессора Евгения Кучерова.
Обширный материал, собранный Е. М. Брадис в 1941—1947 годах на территории Башкирской АССР, лег в основу докторской диссертации, которую Елизавета Модестовна защитила в 1951 году на тему «Торфяные болота Башкирии». В 1952 году она стала доктором биологических наук.
Плодотворная деятельность Елизаветы Брадис в Башкирии в военные и послевоенные годы способствовала открытию в Уфе Агробиологического института Башкирского филиала АН СССР (ныне [Уфимский институт биологии|институт биологии]] Уфимского научного центра РАН) в 1951 году.
В 1947 году Елизавета Брадис вернулась в Киев, активно занималась научной и педагогической деятельностью. Стала профессором.
Сферой научных интересов Елизаветы Модестовны оставались торфо-болотное районирование Украины, определение запасов торфа. Она отстаивала эколого-фитоценотичный принцип классификации растительности болот. Ею впервые была выполнена классификация флоры болот Украины. Елизавета Модестовна принимала активное участие в работе Украинского республиканского отделения общества «Знание», читала лекции.
Елизавета Брадис является автором более 70 научных трудов.
Елизавета Брадис была удостоена ордена «Знак Почета», медали «За доблестный труд в годы Великой Отечественной войны 1941—1945 гг.». Лауреат премии Академии наук Украины им. М. Г. Холодного (за выдающиеся работы в области ботаники и физиологии растений).
Елизавета Модестовна Брадис была научным руководителем многих видных ботаников Украины, как, например, Лев Балашов, Анатолий Кузьмичёв и др.
Скончалась Елизавета Брадис 5 мая 1975 года и похоронена в Киеве.

## Почётные звания и награды
- Орден «Знак Почета»,
- Медаль «За доблестный труд в годы Великой Отечественной войны 1941—1945 гг.».
- Лауреат премии Академии наук Украины им. М. Г. Холодного (за выдающиеся работы в области ботаники и физиологии растений).

## Основные научные труды
- «Растительный покров как показатель почвенных условий» (1934),
- «Торфяные болота Башкирии» (1951)
- «Растительность Закарпатской области» (1954)
- «Торфяной фонд Украинской ССР» (1959, в соавторстве),
- «Геоботаническое районирование Украинской ССР» (1977, в соавторстве).